# 엑스포츠뉴스
엑스포츠뉴스는 대한민국의 연예·스포츠 언론사로 2007년 창간되었다. 대표이사는 우상균이다.
모회사는 엑스포츠미디어이며, 엑스포츠미디어는 엑스포츠미디어와 함께 경제 전문 매체 스마트경제도 발간하여 운영 중이다.
엑스포츠뉴스는 네이버·다음·네이트·줌 등 국내 주요 포털 사이트에 기사를 직접 공급하는 뉴스콘텐츠제휴(CP) 매체이다. 

## 연혁
- 2007년 9월  (주)엑스포츠미디어 법인 설립
- 2008년 5월 DAUM, 엠파스 컨텐츠 계약
- 2009년 1월 네이버 컨텐츠 제휴
- 2010년 4월 한경닷컴과 업무 및 컨텐츠 제휴
- 2013년 1월 일본 테레비도쿄 전략적 제휴 체결
- 2013년 2월 KBO 공식 프레스 매체
- 2014년 7월 네이버 뉴스스탠드 운영 개시
- 2016년 4월 MSN 콘텐츠 제휴